# Westendstraße 1
Westendstraße 1 (auch bekannt als Westend 1, Westend Tower oder Kronenhochhaus) ist ein 208 Meter hoher Wolkenkratzer an der Westendstraße, Ecke Mainzer Landstraße im Westend von Frankfurt am Main. Das aktuell (2024) vierthöchste Hochhaus Frankfurts wurde 1993 fertiggestellt und ist zugleich das vierthöchste Gebäude Deutschlands. Der Westend Tower bildet zusammen mit dem City-Haus I die Zentrale der DZ Bank.
Die Fassade besteht aus feinem, hellem Granit, wodurch das Haus als weißer und heller Wolkenkratzer von Weitem gut zu sehen ist. Das Haus hat das Architekturbüro Kohn Pedersen Fox entworfen. An der Spitze des Turms sind elf Strahlen im Halbkreis angebracht, die elf Meter über die Fassade herausragen. Dieser charakteristische Kranz erinnert vermeintlich an die New Yorker Freiheitsstatue, soll aber auf Frankfurt als Krönungsstadt der Kaiser des Heiligen Römischen Reiches hinweisen.
Die Spitze wird im Winter beheizt, damit sich keine Eiszapfen bilden, die möglicherweise Passanten oder Autos auf der darunterliegenden Straße gefährden könnten. Dennoch wurden wegen Eisbruchgefahr wiederholt sowohl der Haupteingang und der Vorplatz an der Mainzer Landstraße als auch zeitweise die angrenzende Savignystraße für mehrere Tage gesperrt.
Im Erdgeschoss befindet sich in Anlehnung an US-amerikanische Hochhäuser eine öffentlich zugängliche große Lobby mit Restaurant, die jedoch wegen der etwas randständigen Lage des Towers nur mäßig genutzt wird. Außerdem befinden sich in der Randbebauung etliche Wohnungen, durch die eine Belebung des ansonsten weitgehend aus Büroetagen bestehenden Gebäudes erzielt werden soll.
Das Gebäude ist eine Stahlbetonkonstruktion mit einer Lochfassade und Flachdecken. Die Geschosshöhe beträgt im Regelfall 3,6 m bei einer Geschossfläche von 950 m².
Das Design des 2001 fertiggestellten Moshe Aviv Towers in der israelischen Stadt Ramat Gan orientiert sich am Westend Tower.
Blickfang vor dem Gebäude ist die fast 12 Meter hohe Skulptur Inverted Collar and Tie der Künstler Claes Oldenburg und Coosje van Bruggen.

## Galerie

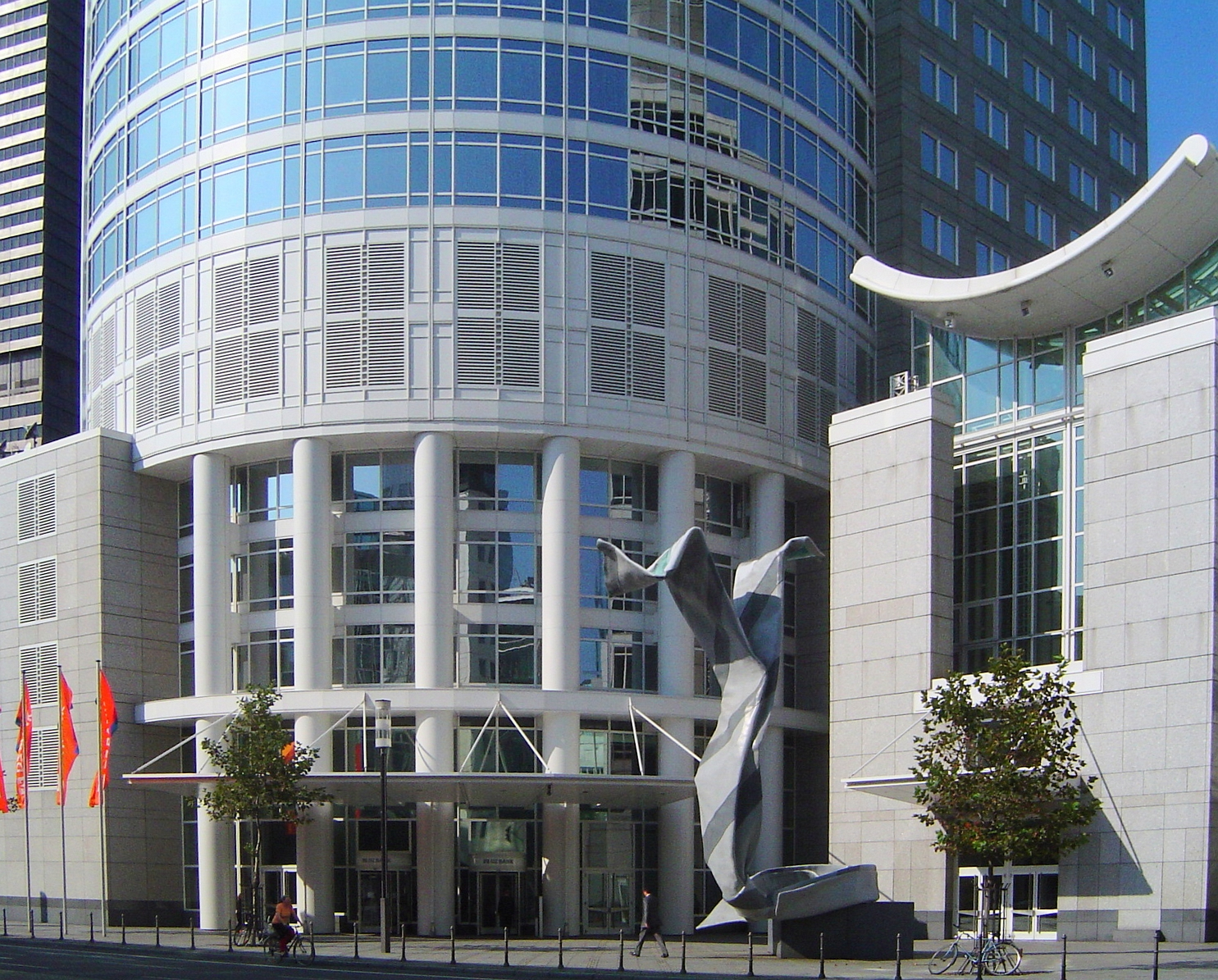
Eingangsbereich mit Skulptur Inverted Collar and Tie
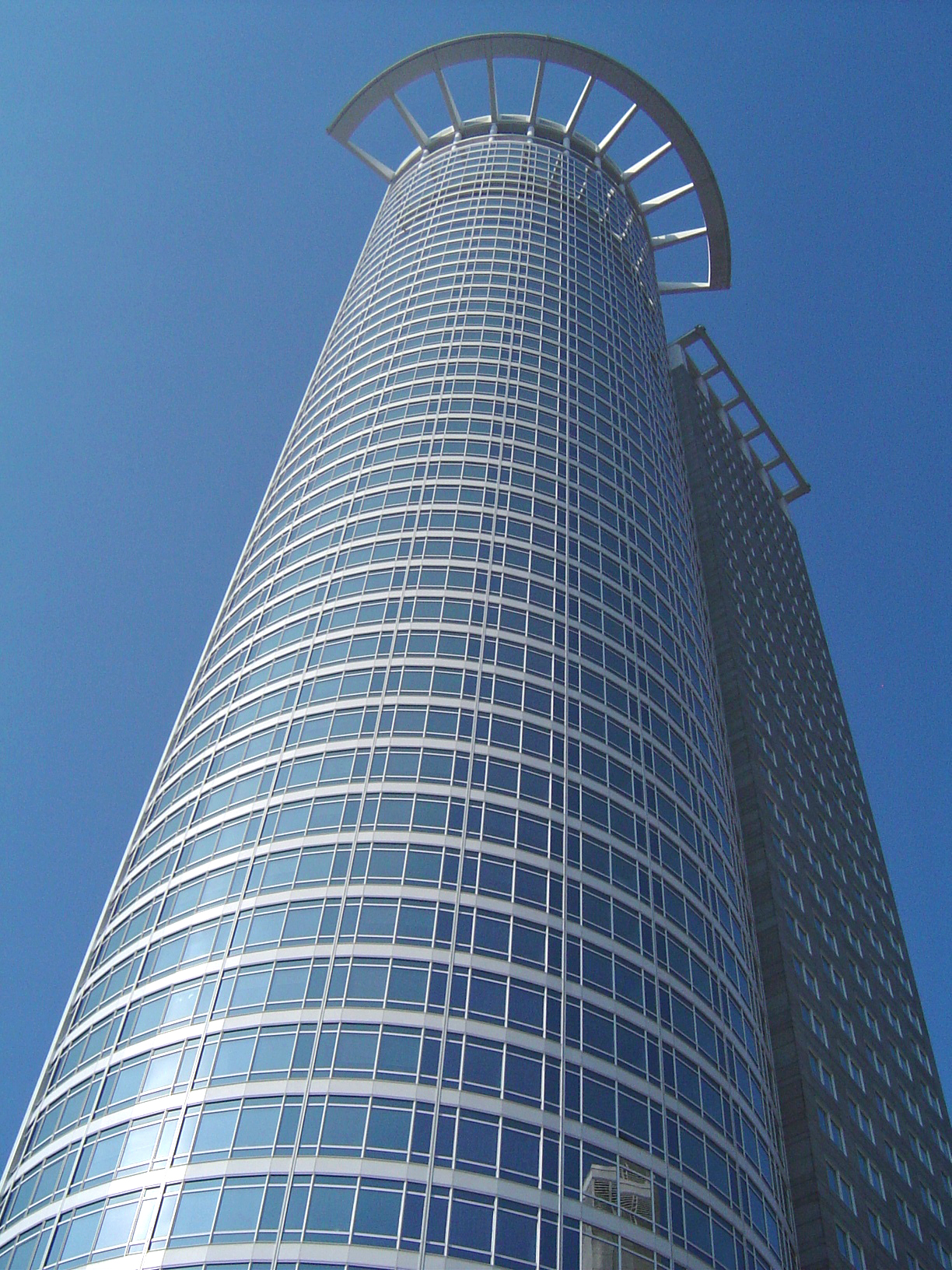
Westendstraße 1 mit Strahlenkranz, von unten gesehen
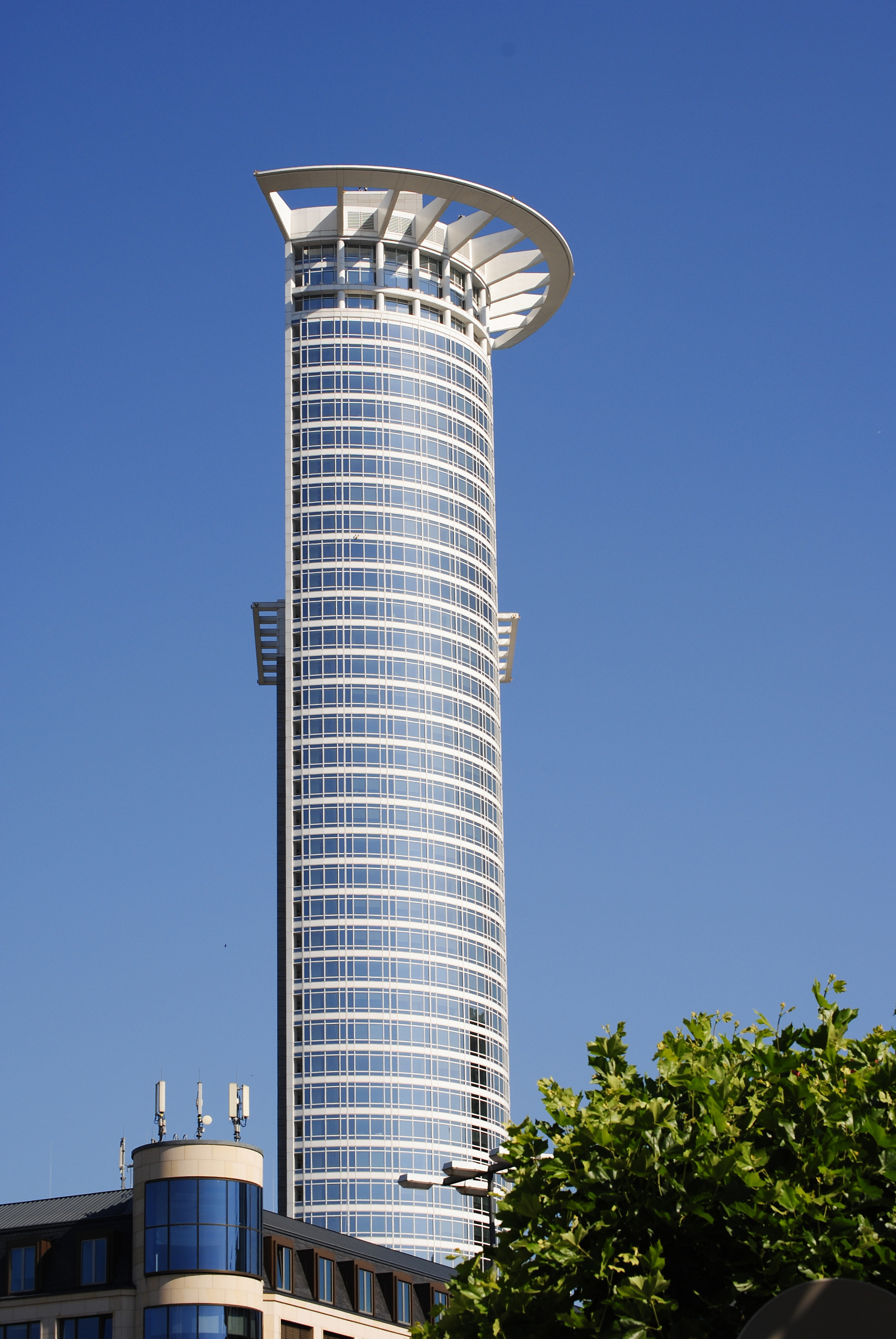
Ansicht vom Frankfurter Hauptbahnhof aus
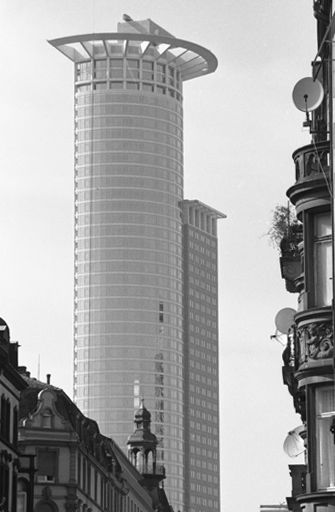
Ansicht vom Bahnhofsviertel aus

## Belege
1. ↑  Westendstraße 1 bei CTBUH